# Microserica cechovskyi
Microserica cechovskyi är en skalbaggsart som beskrevs av Ahrens 1999. Microserica cechovskyi ingår i släktet Microserica och familjen Melolonthidae. Inga underarter finns listade i Catalogue of Life.